# Sainte-Catherine (Québec)
Sainte-Catherine ist eine Stadt im Südwesten der kanadischen Provinz Québec. Sie liegt in der Verwaltungsregion Montérégie, etwa 15 km südlich des Zentrums von Montreal. Sainte-Catherine gehört zur regionalen Grafschaftsgemeinde (municipalité régionale du comté) Roussillon, hat eine Fläche von 9,42 km² und zählt 17.047 Einwohner (Stand: 2016).

## Geographie
Sainte-Catherine liegt in der Region Rive-Sud am südlichen Ufer des Sankt-Lorenz-Stroms (in der Nähe der Lachine-Stromschnellen) und gehört zum Gemeindeverband Communauté métropolitaine de Montréal. Auf Gemeindegebiet befindet sich ein Teilstück des Sankt-Lorenz-Seewegs. Nachbargemeinden sind Delson im Osten, Saint-Constant im Süden und Kahnawake (ein Reservat der Mohawk) im Westen.

## Geschichte
1676 errichteten die Jesuiten eine Missionsstation, um die Ureinwohner zu bekehren. Mehr als zweieinhalb Jahrhunderte lang blieb die Gegend relativ dünn besiedelt. Dies änderte sich 1934 mit der Eröffnung der Pont Honoré-Mercier, die das benachbarte Kahnawake mit der Île de Montréal verbindet. 1937 erfolgte die Gründung der Gemeinde Sainte-Catherine-d'Alexandrie-de-Laprairie, durch Abtretung von Gebieten der Gemeinde Saint-Constant. Den Stadtstatus erhielt die Gemeinde im Jahr 1973, dabei wurde der Name auf Sainte-Catherine verkürzt. Dieser ist abgeleitet von Kateri Tekakwitha, einer heiliggesprochenen Irokesin. Einen weiteren bedeutenden Entwicklungsschub erlebte Sainte-Catherine mit dem Bau des Sankt-Lorenz-Seewegs in den 1950er Jahren. Nördlich des Ortes entstand eine Schleuse zur Umgehung der Lachine-Stromschnelle, die Écluse de Sainte-Catherine.

## Verkehr

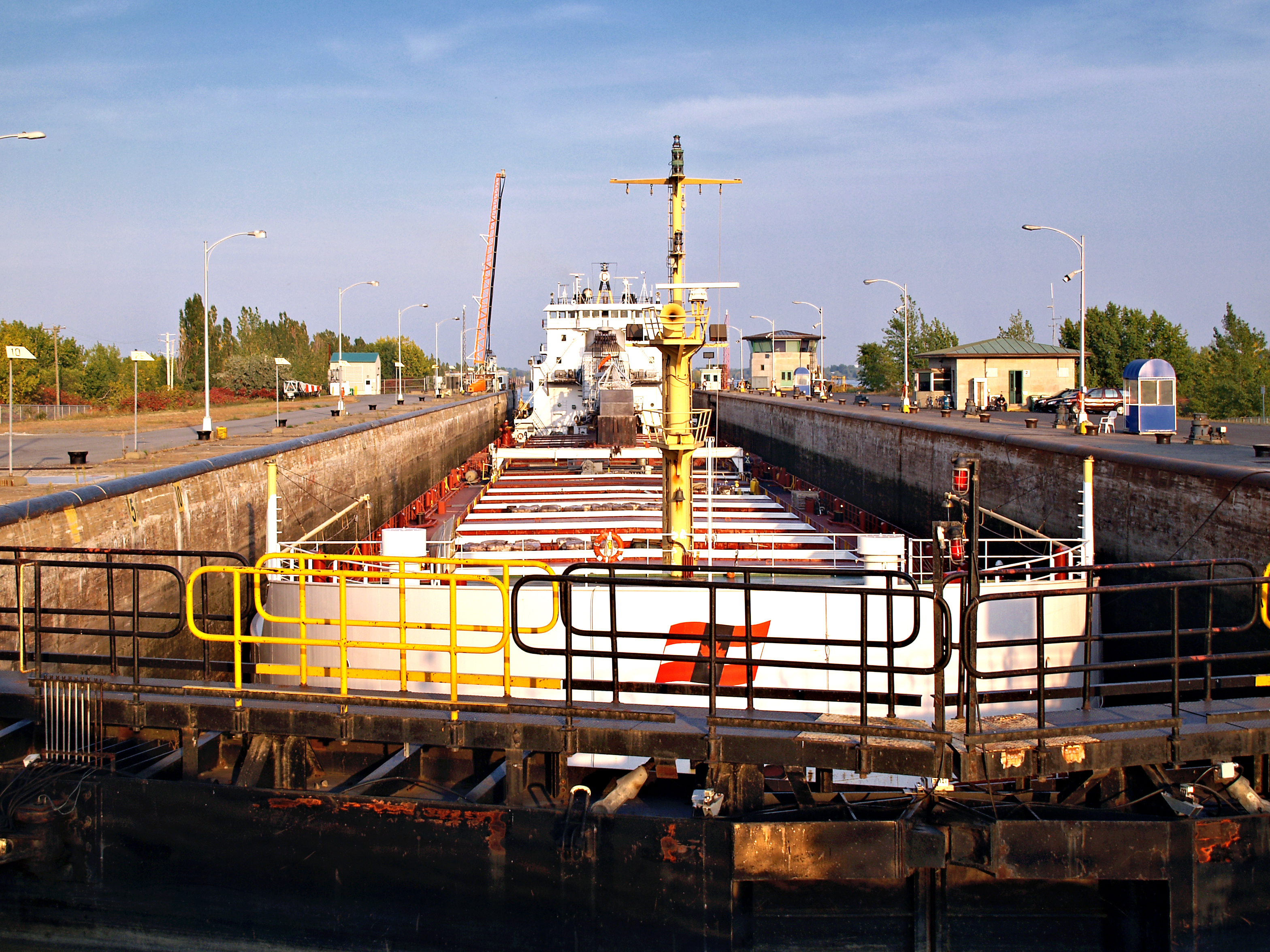
Schleuse des Sankt-Lorenz-Seewegs bei Sainte-Catherine

Südlich von Sainte-Catherine verläuft die Autoroute 30, welche die Agglomeration Montreal weiträumig umfährt. Eine weitere Autobahn, die Autoroute 15 zwischen Montreal und der Grenze zum US-Bundesstaat New York, liegt wenige Kilometer östlich. Durch den Ort führt die Route 132 in Richtung Salaberry-de-Valleyfield. Sainte-Catherine besitzt einen Bahnhof an exo-Vorortseisenbahnlinie, die zum Bahnhof Lucien-L’Allier im Stadtzentrum Montreals führt. Exo betreibt auch mehrere Buslinien in die Nachbargemeinden und nach Montreal.

## Bevölkerung
Gemäß der Volkszählung 2011 zählte Sainte-Catherine 16.762 Einwohner, was einer Bevölkerungsdichte von 1645 Einw./km² entspricht. 89,7 % der Bevölkerung gaben Französisch als Hauptsprache an, der Anteil des Englischen betrug 4,0 %. Als zweisprachig (Französisch und Englisch) bezeichneten sich 0,8 %, auf andere Sprachen und Mehrfachantworten entfielen 5,5 %. Ausschließlich Französisch sprachen 53,1 %. Im Jahr 2001 waren 93,5 % der Bevölkerung römisch-katholisch, 2,7 % protestantisch und 3,1 % konfessionslos.

## Söhne und Töchter der Stadt
- Guillaume Latendresse (* 1987), Eishockeyspieler